# Кено-Сіті
Кено-Сіті (англ. Keno City) — громада на території Юкон, Канада.
Історично була центром видобутку руд з вмістом срібла і свинцю, розвіданих 1919 року. Шахти були закриті 1989 року, відтоді мешканці громади, що залишилися, зайняті здебільшого у сфері туризму.

## Галерея

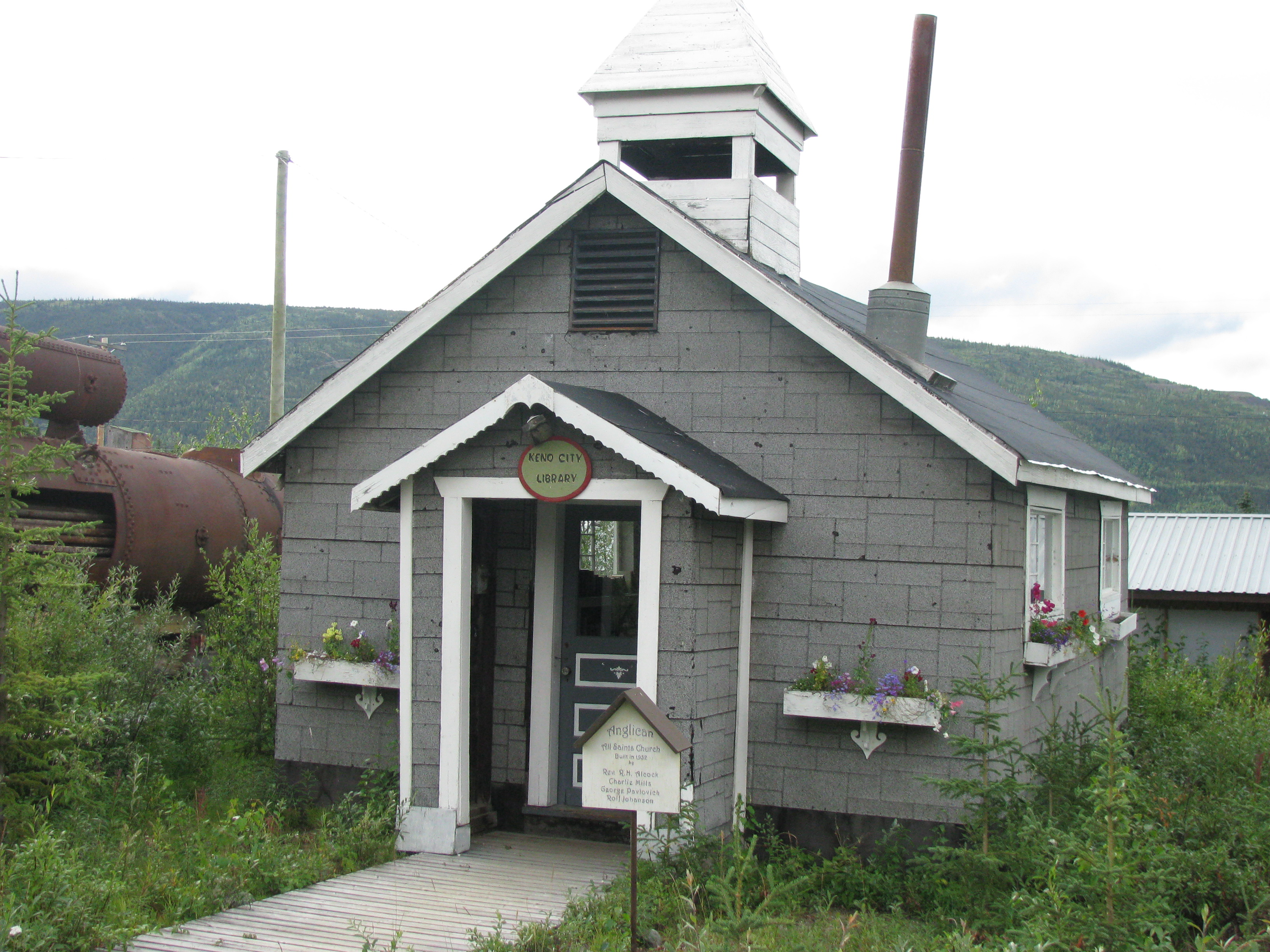
Бібліотека
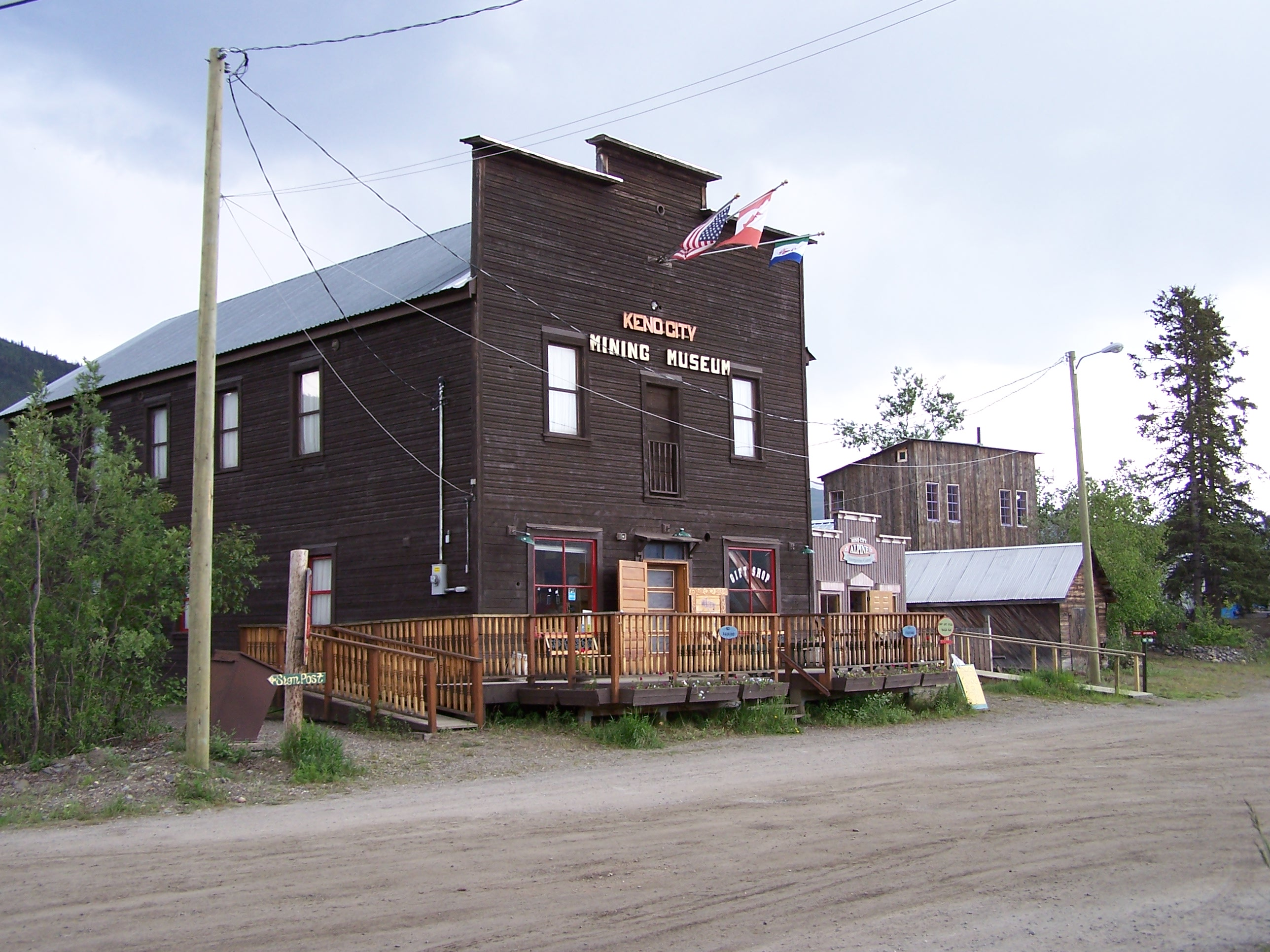
Гірничий музей
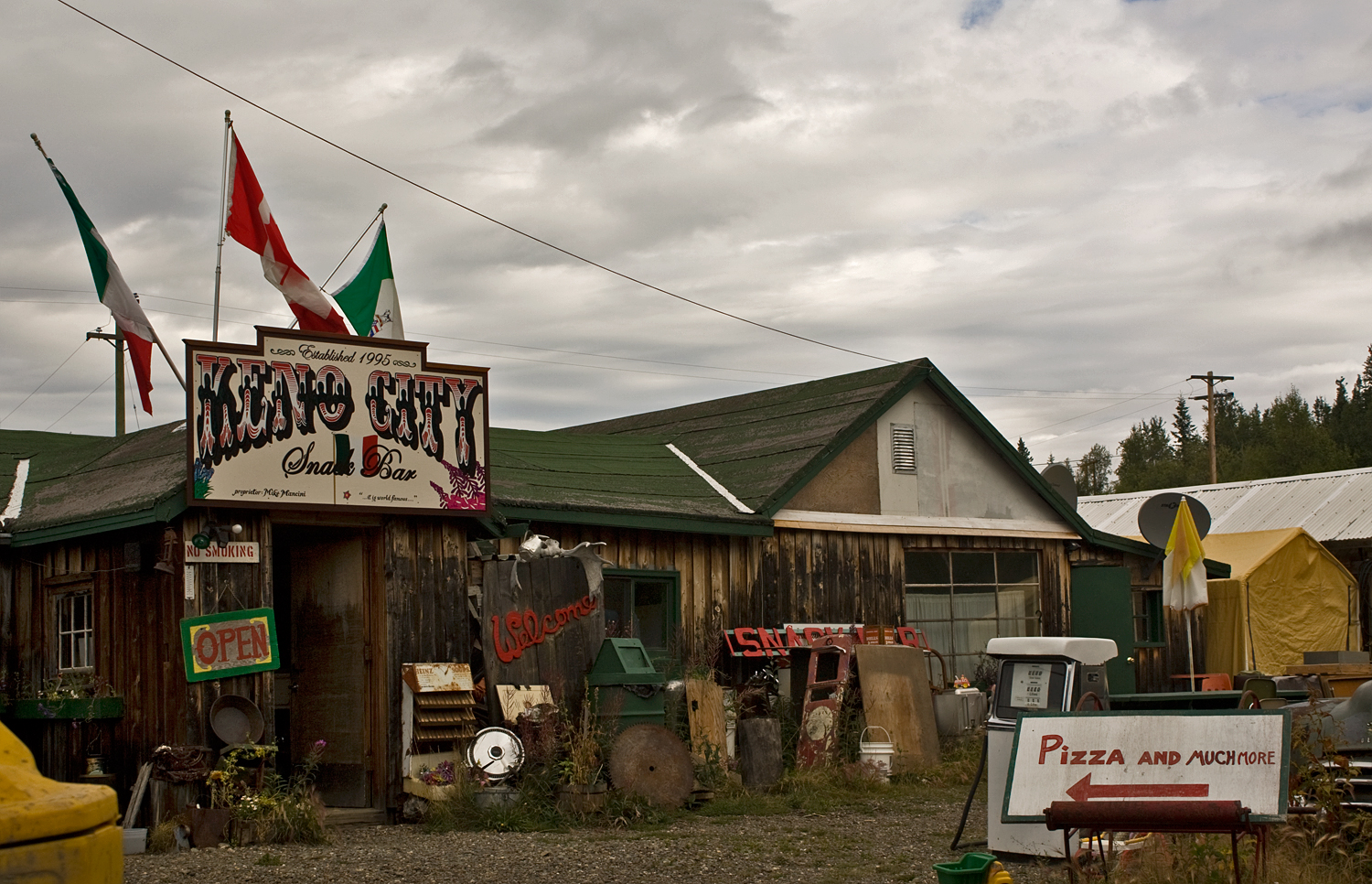
Піцерія й закусочна